# Округ Нокс (Тенеси)
Округ Нокс (енгл. Knox County) је округ у америчкој савезној држави Тенеси.

## Демографија
По попису из 2010. године број становника је 432.226, што је 50.194 (13,1%) становника више него 2000. године.
| Група             | 2000.           | 2010.           |
| Белци             | 333.993 (87,4%) | 362.580 (83,9%) |
| Афроамериканци    | 32.987 (8,6%)   | 38.045 (8,8%)   |
| Азијати           | 4.937 (1,3%)    | 8.095 (1,9%)    |
| Хиспаноамериканци | 4.803 (1,3%)    | 15.012 (3,5%)   |
| Укупно            | 382.032         | 432.226         |